# Robert Henry Sorgenfrey
Robert Henry »Bob« Sorgenfrey, ameriški matematik, * 14. avgust 1915, Sunbury, Iowa, ZDA, † 7. januar 1996, Los Angeles, Kalifornija, ZDA.
Sorgenfrey je najbolj znan po svojem matematičnem delu s področja topologije in splošne topologije. Bil je emeritirani profesor matematike na Univerze Kalifornije v Los Angelesu (UCLA).

## Življenje in delo
Leta 1933 je začel študirati matematiko in fiziko na UCLA kjer je leta 1937 diplomiral. Doktoriral je leta 1941 na Univerzi Teksasa v Austinu z disertacijo Obravnava triodičnih kontinuumov (Concerning Triodic Continua) pod mentorstvom Roberta Leeja Moorea. Po nadaljnjem študiju na Univerzi Teksasa v Austinu se je leta 1942 vrnil v Westwood. Celotno nadaljnjo akademsko kariero je preživel na UCLA, kjer se je leta 1979 upokojil.
Po njem se imenujeta Sorgenfreyjeva premica in Sorgenfreyjeva ravnina. Z definiranjem Sorgenfreyeve premice in Sorgenfreyeve ravnine, dveh topoloških prostorov, je Sorgenfrey pokazal, da produkt dveh parakompaktnih prostorov ni vedno parakompakten. To vprašanje je leta 1944 postavil Jean Dieudonné in ga pustil odprtega. Vsak kompaktni prostor je parakompakten. Vsak parakompaktni Hausdorffov prostor je normalen. Sorgenfrey je ob tej priložnosti podal preprost primer normalnega topološkega prostora, katerega kvadrat ni normalen. Tako je bila Sorgenfreyjeva premica (označba {\displaystyle \mathbb {R} _{l}\!\,} ali {\displaystyle (\mathbb {R} ,\tau )\!\,}) prvi primer normalnega topološkega prostora, katerega produkt s samim seboj ni normalen. V smislu lastnosti kompaktnosti je {\displaystyle \mathbb {R} _{l}\!\,} Lindelöfov prostor in parakompaktna, ne pa {\displaystyle \sigma \!\,}-kompaktna ali krajevno kompaktna.

## Izbrana bibliografija
- ——— (1. junij 1944), »Concerning Triodic Continua« [Obravnava triodičnih kontinuumov], American Journal of Mathematics, 66 (3): 439–460, doi:10.2307/2371908, eISSN 1080-6377, ISSN 0002-9327, S2CID 124925127, Zbl 0060.40208
- ——— (1. april 1944), »Some Theorems on Co-terminal Arcs« [Nekateri izreki o koterminalnih lokih], Bulletin of the American Mathematical Society, 50: 257–259, eISSN 1088-9485, ISSN 0273-0979, S2CID 123175625
- ——— (1. oktober 1946), »Concerning Continua Irreducible About n Points« [Obravnava kontinuuma, ki ga je mogoče zmanjševati glede na n točke], American Journal of Mathematics, 68 (4): 667–671, doi:10.2307/2371790, eISSN 1080-6377, ISSN 0002-9327, MR 0017523, S2CID 123424314, Zbl 0060.40301
- ——— (1. junij 1947), »On the Topological Product of Paracompact Spaces« [O topološkem produktu parakompaktnih prostorov], Bulletin of the American Mathematical Society, 53: 631–632, eISSN 1088-9485, ISSN 0273-0979, MR 0020770, S2CID 121807471, Zbl 0031.28302
- ——— (1. februar 1954), »Dimension Lowering Mappings of Convex Sets« [Preslikave konveksnih množic zniževanja razsežnosti], Proceedings of the American Mathematical Society, 5: 179–181, doi:10.1090/S0002-9939-1954-0060810-1, eISSN 1088-6826, ISSN 0002-9939, MR 0060810, S2CID 120933721
- Berri(ozábal), Manuel Phillip; ——— (1. marec 1963), »Minimal Regular Spaces« [Minimalni regularni prostori], Proceedings of the American Mathematical Society, 14: 454–458, doi:10.2307/2033820, eISSN 1088-6826, ISSN 0002-9939, MR 0152978, S2CID 120436948, Zbl 0114.13903
- Franklin, Stanley Phillip [v angleščina]; ——— (1. december 1966), »Closed and Image-closed Relations« [Zaprte in slikovno zaprte relacije], Pacific Journal of Mathematics, 19 (3): 433–439, doi:10.2140/pjm.1966.19.433, eISSN 1945-5844, ISSN 0030-8730, JSTOR 2371908, MR 0203701, S2CID 119988517, Zbl 0146.18303
- ———; Beckenbach, Edwin Ford (1970), Analysis of Elementary Functions [Analiza elementarnih funkcij], Boston: Houghton Mifflin Company, ISBN 978-0-395-43065-1, LCCN 90168142, OCLC 21970398, OL 1945126M
- Dolciani, Mary Patricia [v angleščina]; ——— (1971), Elementary algebra, for college students [Elementarna algebra, za študente kolidžev], S2CID 118057303
- ———; Wooton, William; Dolciani, Mary Patricia (1972), Modern Algebra and Trigonometry : Structure and Method : Book 2 [Moderna algebra in trigonometrija : Struktura in metoda : 2. knjiga], Houghton Mifflin Harcourt Publishing Company, ISBN 978-0-395-14399-5, LCCN 72000553, OCLC 1276763555, OL 5282385M, S2CID 125416540
- Graham, John Alexander; ——— (1990), Trigonometry with Applications : Teacher's Manual with Solutions [Trigonometrija z uporabami : Učiteljev priročnik z rešitvami], Boston: Houghton Mifflin Company, ISBN 978-0-395-48942-0, OCLC 24728230, OL 9622331M, S2CID 119085132
- Dolciani, Mary Patricia; ———; Graham, John Alexander (1996), Pre-Algebra: An Accelerated Course [Predalgebra: pospešeni tečaj], Boston: Houghton Mifflin Company, ISBN 978-0-395-59123-9, OCLC 1311034841, OL 7466873M